# Costularia fragilis
Costularia fragilis là một loài thực vật có hoa trong họ Cói. Loài này được (Däniker) Kük. mô tả khoa học đầu tiên năm 1939.